# 秦川
秦川（1920年—2003年），男，贵州赤水人，中华人民共和国政治人物。

## 生平
1947年，担任西北野战军前委宣传委员会委员。1964年，任中共中央工交政治部宣传部部长、副秘书长。1973年，任北京工业大学党委书记。1977年11月至1982年3月，任人民日报社核心小组副组长、副总编辑。1982年4月，任人民日报社总编辑。1983年11月至1985年12月，任人民日报社社长。